# サルゲッチュ ミリオンモンキーズ
『サルゲッチュ ミリオンモンキーズ』は、『サルゲッチュ』シリーズのスピンオフ作品にあたる2006年にソニー・コンピュータエンタテインメントが発売したPlayStation 2用ゲームソフト。

## 内容
『サルバト〜レ』の続編で本作はストーリー重視として、前作の後半のようにミッションをクリアしていく内容となっている。ゲーム名の通りサルを捕まえていく。

## ストーリー
いつもは隠れて逃げてばかりのピポサルが人類に反撃を始めた！
世界中の都市を攻撃するサルたちに主人公たちは網を持って戦う。
同じ頃、スペクター(親玉)は仲間のピポサルが用意したテレビで、自分のふりをしていた偽者を見て仲間が騙されていることに気づく。
ピポサル達を奪還する為に、そして偽者の正体を暴く為に偽物の所へ向かう。

## 登場するキャラクター
- カケル
- ハカセ
- ナツミ
- チャル
- スペクター
- サルチーム（黄色・赤・黒・水色・青・緑）

## 隠しキャラクター
- ハルカ
- ヒロキ
- ピポトロン（レッド・ブルー・イエロー）

## 新要素

### チップ
様々なステージをクリアするごとに手に入る。チップのデザインは6種類があり、6つずつで色と主に入手できるステージが違う。チップNo,1 - 6は緑色で主な入手ステージは序盤 - 中盤前半、チップNo,7 - 12は白色で主な入手ステージは中盤 - 終盤前半、チップNo,13 - 18は赤色で主な入手ステージのは終盤となっている。なお、チップ名は全て『各種元素名のはじめの三文字（フェルミのみ四文字）＋チップ』というネーミングである。種類は以下の通り。各種においての『チップ』は省略し、（）内は各チップ名の由来となった元素名とする。
緑色シリーズ
- 01マグネ （マグネシウム）
- 02ゲルマ （ゲルマニウム）
- 03コバル （コバルト）
- 04カドミ （カドミウム）
- 05ジルコ （ジルコニウム）
- 06ノーベ （ノーベリウム）

白色シリーズ
- 07テルル （テルル）
- 08ニオブ （ニオブ）
- 09ネオジ （ネオジム）
- 10アスタ （アスタチン）
- 11エルビ （エルビウム）
- 12キセノ （キセノン）

赤色シリーズ
- 13ビスマ （ビスマス）
- 14フェルミ（フェルミウム）
- 15プロメ （プロメチウム）
- 16ベリリ （ベリリウム）
- 17ホルミ （ホルミウム）
- 18ルテニ （ルテニウム）

### ガチャメカ
本作でのガチャメカは「〜系ガチャメカ」と、にそれぞれに分類される。分類は、メカボー系、ガン系、ランチャ系、リモコン系、ブーツ系、ゲットアミ、バックパックの7種類である。
メカボー系
基本的に接近戦用装備。各キャラクターの性格を最も表しているため種類が沢山ある。使用にエネルギーを必要としない（エネルギーは追加属性を装備した場合に使用される）ので、装備しておけば攻撃手段がなくなるという最悪の事態は避けられる。また、キャラクターによってリーチが異なるため、使用の際にはそのキャラクターのリーチをある程度、把握しておく必要がある。
メカボー
メカボー系の基本装備。『2』の形状。攻撃スピードも、威力も普通。ハカセのメカハンマー、ピポトロンのトロンチェーン、ナツミのメカロッド、チャルのアームショットはここに分類される。チャルは一般の形で、下攻撃でショットを発射できるものも所持しており、アームショットはチャルのイメージガチャメカとなっている。
デカボー
その名の通り大きく、太いメカボー系ガチャメカ。形としては巨大な発光する剣に近い。見た目に違わず威力も高いが、動きが極端に遅くなるという欠点もある。ハカセのトゲハンマーはここに分類される。スペクターのものは比較的動きが早い。
Wメカボー
一般の形のものを二刀流で振るう。よりスピーディーな攻撃を繰り出せるが、威力は低い。ハカセのノコハンマー、ナツミのWロッド、スペクターのトンファ、サルチームのWドリルはここに分類される。Wメカボー自体はカケル、トンファはスペクターのイメージガチャメカとなっている。
キコーボー
普通に振ったり、突き攻撃、下攻撃でショットを飛ばせるメカボー系ガチャメカ。見た目は黄色で鍔直上が球状に渦巻いているメカボー。踏み込みが浅くても攻撃が当たり、エネルギー切れになってもメカボーとして引き続き使用できるため、ガン系ガチャメカより利用価値は高い。チャルのマジョステッキ、サルチームのWハンマーはここに分類される。
リフレクボー
リフレク属性が標準でついたメカボー系ガチャメカ。まわし攻撃とつき攻撃で相手の遠距離攻撃を跳ね返すことができる上、振りもWメカボー級にすばやく行えるため利用価値は高いが、スペクターとレジェンドしか所持していない。レジェンドの武装は、ファイアとリフレクの火炎刀、アイスとリフレクの氷結刀、キコーとリフレクの気功刀の3つ。
ガン系
中 - 遠距離戦用装備。威力は低いが弾数は多く、バーニア飛行中にも使えるので使い勝手がいい。ハカセのものは銃口が二つあるため、二発同時発射となっている。
レーザーガン
ガン系の基本装備。色は白。単発発射でバランスが良く、ボタン連打でそこそこ連射が効くので最も使い勝手がいい。
マシンガン
レーザーガンを高速で連射できるタイプ。色は黄色。連射が利く分火力ではレーザーガンに勝るが、その分射程や弾数では若干劣る。
ショットガン
小さな光弾を扇状に放つタイプ。色は赤。射程は長くはないが攻撃範囲が広く、光弾一つ一つの威力は低いが密着して撃つと非常に高い威力になる。エネルギーの消費は多めで、ガン系としては弾数が少ない部類に入る。
Wレーザー
レーザーガンを二つ装備したタイプ。片方ずつ交互に打つので連射ができ、エネルギー切れになると（かなりゆっくりだが）自動でチャージされる点が他との大きな違い。ナツミ専用装備で同時にイメージガチャメカとなっている。
ランチャー系
ガン系よりも威力が高く、直撃しなくても爆風で周囲の敵を攻撃することができる。しかしその分弾数が少なく、発射の際には一瞬足が完全に止まるので隙ができる。また、ジャンプ中・バーニア飛行中に発射できない。ピポトロンにはこの系統の装備が無く、スペクターのものは発射口が2つあるため、2発同時発射となっている。
B・ランチャー（ビーム・ランチャー）
ランチャー系の基本装備。色は白。序盤で合成可能で威力もそこそこ高く、総弾数16発と最も多いため、ある意味でランチャー系最強装備といえる。
H・ランチャー（ホーミング・ランチャー）
ランチャー系の中では最も命中率の高いタイプ。色は黄色。威力はランチャー系の中では低いが誘導機能があり、弾速も早い。空中の敵に有効。弾数はBランチャーと同じ16発。
メガランチャー
ランチャー系の中でも1発あたりの威力が最も高いタイプ。色は赤。爆風と威力が非常に大きい引き換えに、消費するエネルギーもかなり大きく、パワーアップパーツをつけていない状態でも3発程度しか撃てない。ヒロキのものは威力が非常に高い代わりに1発撃つとエネルギーがほとんど残らないほど消費が激しい。
ギガランチャー
ランチャー系の中でもコンボ数が稼げるタイプ。色は緑。攻撃ボタンを長押しすることで帯状態のビーム光線を放つことが出来る。帯状態ではメガランチャー級の威力を誇るが、エネルギー消費が尋常ではない。なおギガランチャーが使えるのはナツミ、ハカセ、スペクター、ダークスペクターの4人となっている。
ホーミング・アロー
H・ランチャーと同等の性能を誇る。形は必殺技のものと同じ。威力はランチャー系では最も低いが発射の動作が素早く、弾速も早いため、他のランチャーと比べて隙が小さい。ハルカの専用武器にして唯一のランチャー系ガチャメカでイメージガチャメカとなっている。
リモコン系
配置ボタンの2度押しである程度遠くに居る敵を自動追尾して攻撃する支援型ガチャメカ。威力もそこそこあるが使える回数はどれもそれほど多くない。
リモートボム
リモコン系基本装備。床を移動して爆発する、正統派シリーズのメカヨンクに匹敵するガチャメカ。地雷としても利用できるが、上記の通りエネルギー消費が激しいので、何も考えずに使い続けるとすぐに使えなくなる。また、足下でこれを爆発させると自分もダメージを受ける。
キラービー
空中から攻撃するタイプ。2つの機銃を飛ばして攻撃させる。攻撃はWレーザーのような感じで空中から連射する。一度この攻撃を受けるとなかなか次の動きに移れない。エネルギーが消費しやすい。
サテラレーザー
リモコン系最強のガチャメカ。コロシアムモード『デビルズトーナメント』をクリアすると（もしくはクリアしたデータでやると）手に入るシークレットガチャメカ。小型の発射台をリモート操作で動かし、空中に向かって極太のレーザー光線を放つ。威力は絶大だが、比例してエネルギー消費も著しい（発射は2発が限界）が、裏技で何回も使用することも可能である。
ブーツ系
高速移動できるガチャメカで、敵の攻撃回避には欠かせない装備といえる。また、敵を体当たりで跳ね飛ばすこともできるため、需要は高い。エネルギーが切れても高速で自動回復するが、ランチャー系と同じくらいエネルギー消費が激しい。スペクター、ハカセのブースター系、ピポトロンのフープ系もここに含まれる。
ダッシュブーツ
ブーツ系の基本装備。色は白。攻撃力は高くないが、スピードを考えても一番バランスのいい移動ができる。
アタックブーツ
ブーツ系の攻撃力が高いタイプ。色は黄色。激しい火柱をブーツから放ちながら走行する。攻撃力はブーツ系の中で最も高いが、その分スピードは最も遅い（徒歩より若干速い程度）。
ワープブーツ
ブーツ形の中でもスピードが高いタイプ。色は赤。起動するとその場で消え、進行方向へワープする。ワープ後、反動で一瞬隙ができるが、ワープ先で敵に接触すると跳ね飛ばせる。レジェンドの空移もここに含まれる。
ゲットアミ
言わずと知れたゲットアミ。従来は普通の網に近いデザインだが、今回は変形機構を有した機械的なデザインとなっている。R3ボタンでネットショットを放ち、遠くのサルもゲッチュできるが、アーマー装備状態のピポソルジャーはアーマーを壊さないとゲッチュできないあたり、基本的な性能は変わってはいないようだ。なお攻撃力は0。エネルギーは消費しないが裏技で消費させた場合自動回復する。
バックパック
補助系の特殊なガチャメカ。フィールドで拾ったアイテムを使いたいときまで保存しておける。保存するアイテムには特に制限はなく、使うときにはこれを割り当てたボタンを押してその状態で拾うだけというシンプルな操作。ただし保存しておけるアイテムは一度に1つまで。

### パワーアップパーツ
『ミリオンモンキーズ』での戦闘においてなくてはならないもの。1つのガチャメカにつき同時に3つまで装備することができ、装備するとパーツに応じた様々な効果を受けることができる。
属性付加パーツ
ガチャメカに装備すると、装備した属性それぞれの色のオーラ（エフェクト）を纏ったようになる。装備数を増やすにつれてオーラが濃くなっていくため、オーラの濃さで装備数が大体わかる。
また、属性付加パーツは一度に一つの属性しか装備できない。『サルバト〜レ』でも属性攻撃は行えるがファンサルからのプレゼントという形で使用し、リフレクはない。
ファイア
装備したガチャメカに炎属性を付加させることができる。装備したガチャメカは赤いオーラ（炎）を纏い、それで攻撃された敵は、体から炎を上げて通常よりも大きなダメージをうける。ただし多く装備するほど一度使用した時のエネルギー消費量も多くなっていく。
アイス
装備したガチャメカに氷属性を付加させることができる。装備したガチャメカは青いオーラ（氷粒が混ざった冷気）を纏い、それで攻撃された敵を凍らせる事が出来、追撃につなげやすくなる。ただし多く装備するほど攻撃力が下がっていく。
リフレク
間接攻撃が主でないガチャメカにのみ装備可能。装備したガチャメカにリフレク属性を付加させることができる。装備したガチャメカは黄緑のオーラ（電流）を纏い、それで繰り出す突き攻撃と回転攻撃は相手の間接攻撃（キコーボー、キラービー含む。リモートボム除く）を跳ね返せる。多く装備するほど一度使用した時のエネルギー消費量も少なくなっていく代わりに、エネルギー切れになってからのチャージ速度が落ちていく。また、このパーツを付けた武器で攻撃すると、攻撃された敵は操作がきかなくなり、体から放電しながらただ吹っ飛ぶという、マヒという属性攻撃になる。受身ができない状態のため、そのまま浮いている敵を追い討ちすることもできる。隠しキャラクターの中には、このマヒだけを持っている者もいる。
性能アップパーツ
装備するとそのガチャメカの基礎能力（攻撃力など）を上げることができる。
リミッター
効果は装備したガチャメカのエネルギー消費量を抑えるというもの。エネルギー消費が激しいガチャメカには嬉しい代物。ただしキラービーとリモートボムはバグで効果を発揮しない。
チャージ
効果は装備したガチャメカのエネルギー切れが起こった際のチャージ速度が早くなるというもの。また、装備したガチャメカにチャージ機能が無い場合はチャージ機能を付加する。
ロングレンジ
効果は装備したガチャメカのいろんな意味での飛距離を伸ばすというもの。
ラピッド
装備するごとに弾の同時発射数を2倍、3倍、4倍と増やすことが出来る。攻撃力・攻撃範囲ともに大幅にアップする、強力なパーツ。
パワーA・パワーB
両方とも効果は同じで攻撃力を上げるパワーアップパーツだが、Aはリフレクで跳ね返せるもの、Bはリフレクでも跳ね返せないものと、付けることができるガチャメカが異なる。Aはエネルギー消費量増加、Bはチャージ速度低下と、デメリットにも違いがある。
レーダー（Hランチャーのみ装着可能）
Hランチャー特有の弾の追尾機能をさらに向上させることが出来る。
ブラスト（メガランチャーのみ装備可能）
メガランチャー特有の弾の爆風の広がりをさらに大きくすることが出来る。
バリア（リフレクボーのみ装着可能）
回転切りや突き攻撃をしたときにバリアーを張ることができる。このバリアーは張っている間は全方位に常時リフレクを使っているのと同じ状態になる。（早い話が、リフレクボー特有のリフレク機能の範囲が広がるということ）

## システム
プレイヤーの体力は、メータのようなもので表示される。128ドットで形成（表示は64ドット）されており、0になるとゲームオーバー。ゲッチュはできるがストーリー上の必要性はなく、「ゲッチュ!」の言葉も聞けない。

## 実在都市
- 東京テレポート (M1,M29)

お台場科学未来館、ヴィーナスフォートの近くの交差点（青海一丁目）が舞台となっている。VSモード舞台の湾岸
- 新宿 (M2,M28)

新宿駅が舞台。
- 秋葉原 (M3,M27)

オタクの聖地とも呼ばれている。秋葉原中央通りが舞台となっている。御徒町 - 万世橋がステージとなっていて、実際の道路は日曜日は歩行者天国となっている。ちなみにストーリーでは中央通りの真下はピポサル軍の基地となっているが、実際の中央通りの真下は全区間を東京地下鉄銀座線が通っている。
- メトロ (M4,M26)

丸ノ内線の淡路町駅が舞台だが、駅のLED案内表示には京王八王子や高尾山口など、明らかに京王線新宿駅構内の風景となっている。
- 東京 (M5,M25)

東京駅街が舞台。
- コンテナターミナル (M6,M24)

横浜赤レンガ倉庫と新港一丁目の横浜港付近が舞台。VSモード舞台の倉庫街
- コンビナート (M7,M23)
- ヨットハーバー (M8,M22)

横浜付近のはずであるが、芦屋のヨットハーバーのほうが似ているため、モデルはこちらの可能性が高い。
- スタジアム (M9,M10,M21)

横浜スタジアムが舞台。
- お台場 (M30)

フジテレビ近くの台場駅、シンボルプロムナード公園、海の向かう広場近くが舞台となる。

## クリア特典
本作ではノーマル・ハード・ベリーハードと難易度の設定変更ができるようになり、エピソードカケルクリアでハルカ、エピソードスペクタークリアでピポトロンが出現させることができる。また、コロシアムモードをワールドトーナメントクリアでムービー「I Feel Love」を、レジェンドトーナメントクリアで使用可能キャラクター「ヒロキ」を、デビルズトーナメントクリアでガチャメカ「サテラレーザー」をそれぞれ入手できる。